# Przydanki
Przydanki – część wsi Garbacz w Polsce, położona w województwie świętokrzyskim, w powiecie ostrowieckim, w gminie Waśniów.
W latach 1975–1998 Przydanki administracyjnie należały do województwa kieleckiego.